# Maurizio Mansi
Maurizio Mansi (Montréal, 3 settembre 1965) è un allenatore di hockey su ghiaccio ed ex hockeista su ghiaccio canadese naturalizzato italiano.

## Carriera

### Giocatore
Di stecca sinistra, da giocatore ricopriva indifferentemente sia il ruolo di difensore destro che quello di ala destra.
Mansi fu selezionato dai Montreal Canadiens nel 1985 come decima scelta. Dopo la trafila universitaria in NCAA con l'R.P.I. (Rensselaer Polytechnic Institute) e 5 incontri con il Team Canada (che quell'anno vedeva tra le sue file tra gli altri un giovane Eric Lindros), nella stagione 1988-89 fece il suo esordio nell'hockey su ghiaccio professionistico, giocata parte in IHL (Flint Generals), parte in AHL (Maine Mariners).
Nella stagione successiva, potendo vantare origini italiane, si trasferì nel campionato italiano, all'HC Brunico. Coi Lupi rimase quattro stagioni, disputando anche due Alpenliga. Al termine della seconda raggiunse per la prima volta anche la nazionale italiana: l'esordio avvenne il 9 agosto 1991 nell'amichevole giocata a Selva di Val Gardena contro l'Unione Sovietica.
Con la maglia azzurra partecipò poi al campionato del mondo 1992, 1993, 1995, 1996, 1997, 1998, 1999, 2000, 2001 e 2002, nonché alla spedizione olimpica di Lillehammer 1994.
Nella stagione '94-'95 si trasferì ai Mastini Varese. In questa sua prima esperienza in Lombardia (3 stagioni) non riuscì ad aggiudicarsi mai lo scudetto, ma una Federation Cup, nel 1996.
Dopo aver lasciato i gialloneri, Mansi si accasò in Germania: una stagione e mezza ai Kaufbeurer Adler (DEL), e alcune partite della stagione 1997-98 all'SC Riessersee (nella seconda divisione). Il resto di quella stagione lo passò in Austria (SV Villach) e - per tre soli incontri - nuovamente a Brunico.
Nel 1998-99 fu di nuovo in DEL, ma con il Düsseldorf AG, con cui giocò per tre stagioni (una in 2. Liga). Cominciò poi (2001-02) l'avventura inglese ai London Knights, che durò due stagioni.
La stagione 2003-04 è stata quella del ritorno in Italia, per la seconda avventura a Varese: nella prima stagione raggiunse con la squadra la salvezza e si aggiudicò la Coppa del Presidente, nella seconda raggiunse i play-off, ma i Mastini non andarono oltre i quarti.
Nel 2005, Varese scomparve e Mansi si accasò all'HCJ Milano Vipers, coi quali finalmente si aggiudicò il suo primo lo scudetto. Al termine della stagione appese i pattini al chiodo, per diventare allenatore.

### Allenatore
La prima esperienza sulla panchina per Mansi è stata con gli All Stars Piemonte, nella Serie A2 2006-07. È entrato poi nello staff degli Hamburg Freezers, nella Deutsche Eishockey Liga, come co-allenatore di Bill Stewart prima e di Paul Gardner poi.
Nel 2009 è passato alla guida del SC Riessersee di Garmisch-Partenkirchen. Nella stagione successiva è invece stato il secondo di Pat Cortina all'EHC München.

## Palmarès

### Club
- Campionato italiano: 1

Milano Vipers: 2005-2006
- Coppa Italia: 1

Milano Vipers: 2005-2006
- IIHF Federation Cup: 1

Varese: 1995-1996